# Diller Scofidio + Renfro

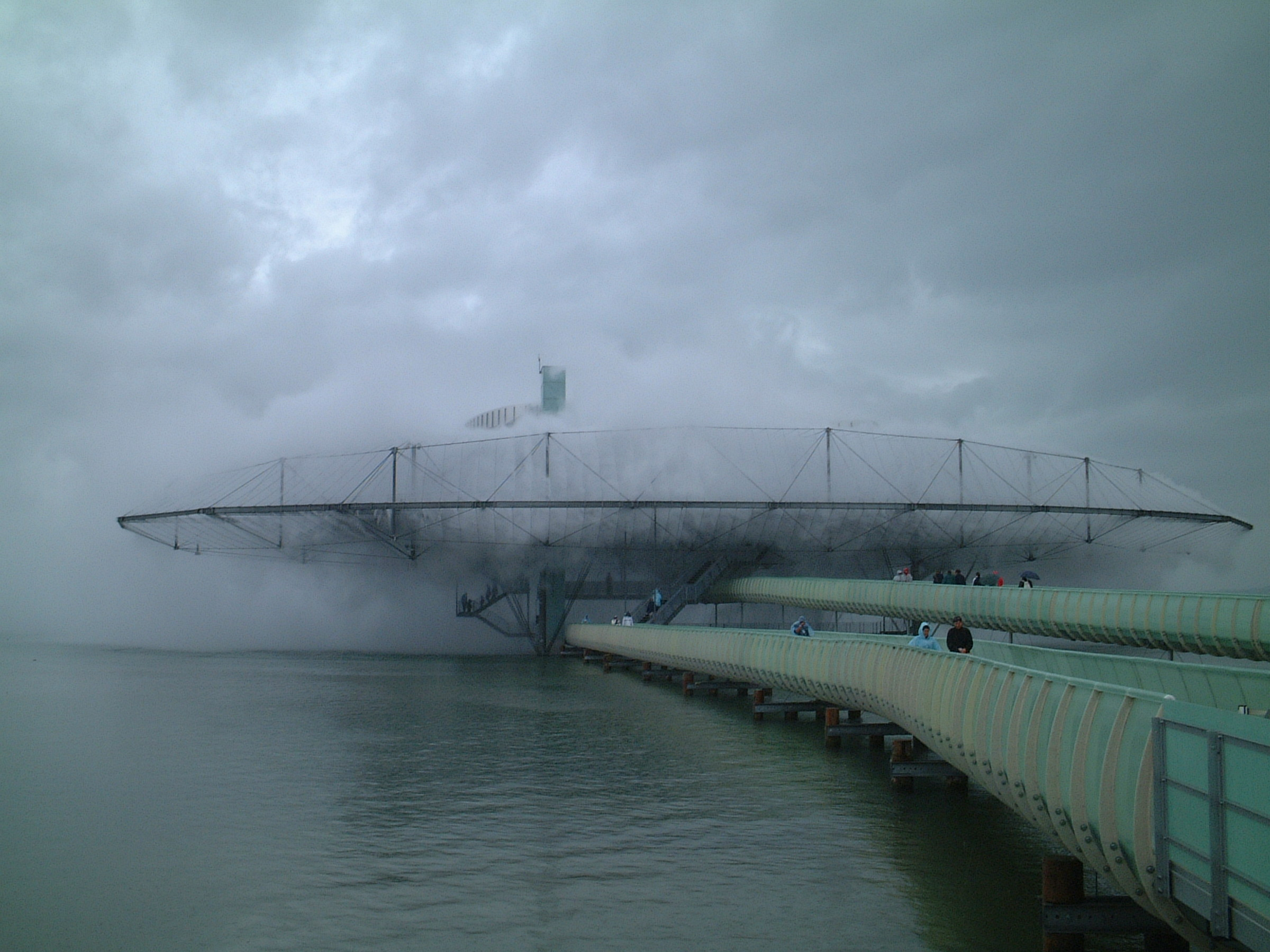
Blur Building à l'Expo.02 à Yverdon.

Diller Scofidio + Renfro est une agence d'architecture interdisciplinaire et expérimentale américaine fondée en 1979 par Elizabeth Diller et Ricardo Scofidio, et basée à Manhattan.
Diller et Scofidio sont avant tout des architectes dont la vision dépasse les limites de leur métier. Leur parcours comprend des installations et performances utilisant toutes formes d'arts, et des collaborations avec tout une série d'artistes allant des arts plastiques aux arts de la scène.
Collaborateur depuis 1997, Charles Renfro devient en 2004 associé de l'agence, se renommant à l'occasion Diller Scofidio + Renfro.
Ils rénovent et agrandissent aussi des espaces publics, paysagers comme dans le cas du Lincoln Center ou encore la High Line, tous deux situés à New York.
Elizabeth Diller et Ricardo Scofidio ont été les premiers architectes a remporter le prix MacArthur (MacArthur Prize, parfois appelé "genius grant"). Ils dirigent aujourd'hui une équipe de 110 personnes, avec des domaines d'expertises variés. Ils prônent le travail collaboratif.

## Biographies

### Elizabeth Diller
Née en 1954 à Łódź, en Pologne, d'une famille rescapée de la Shoah, elle immigre à New York dans son enfance.
Elle rencontre son mari Ricardo Scofidio dans les années soixante-dix alors que ce dernier est professeur à la Cooper Union School, où elle étudie tout d'abord la peinture. Elizabeth est diplômée d'architecture de cette même école en 1979, et y travaille de 1981 à 1990 en tant que professeur assistant.
Aujourd'hui, elle enseigne à l'université de Princeton, dans le New Jersey près de New York.

### Ricardo Scofidio
Il naît en 1935 à New York, États-Unis. Diplômé d'architecture (Bachelor of Architecture) en 1960 de l'université Columbia, il enseigne dès 1965 à la Cooper Union School, où il rencontre Elizabeth Diller, alors étudiante en arts plastiques. Il est actuellement encore enseignant dans cette école.

### Charles Renfro
Il est originaire du Texas. Il est diplômé de l'Université Rice et a obtenu son master d'architecture à l'Université Columbia. Il est assistant professeur à l'Université Columbia à New York depuis l'année 2000. Il rejoint l'agence en 1997 et devient associé en 2004.

## Principales réalisations
L'architecture de Diller Scofidio + Renfro témoigne d'une approche véritablement singulière dans la profession. Bien que parfois influencée par une école de pensée topologique, comme sur le projet Eyebeam Institute of Technology, leur architecture n'a pas réellement de préoccupation formaliste et développe davantage un questionnement sur l'environnement, qu'il soit physique ou social, immédiat ou général.
Un des thèmes récurrents de leur travail est celui de notre dépendance et notre rapport à la technologie, et en particulier les problématiques liées à la vidéosurveillance, Big Brother, et le voyeurisme qui les sous-tend. On peut voir ces questions traitées dans la plupart de leurs installations, très souvent à l'aide de mises en abyme du média numérique, comme dans Facsimile entre autres. Dans de nombreuses installations, scénographies ou performances (danses, théâtre) nous retrouvons ce travail numérique par l'utilisation d'écran, de miroir qui nous font voir la scène avec des points de vue qui ne nous sont pas familiers. Notre vision de la scène, du monde est basculée.
Un autre grand principe que l'on retrouve dans beaucoup de leurs projets et qu'ils ont inventé est l'espace sans perspective (l'aperspective). Le sujet et l'objet disparaissent, les espaces vues et les espaces cachés sont, si ce n'est inversés, au moins assemblés. Leur travail est un "jeu", une mise en lumière de la projection qui vient créer un nouvel espace. Il nous montre à voir une possibilité de monde, un monde en constant mouvement.
D'une certaine manière, on peut rapprocher la démarche environnementale critique de Diller Scofidio + Renfro d'artistes numériques comme Eduardo Kac, d'architectes comme Décosterd & Rahm, ou de designers comme Mathieu Lehanneur.

### Architecture
- Boom! Palm Springs, un espace résidentiel et commercial à Palm Springs en Californie, datant de 2011. Ce projet a été pris en main par Charles Renfro.
- Musée de l'Image et du Son, Rio de Janeiro, Brésil. Ils ont remporté le concours en 2009 et sa réalisation a été finie en 2011.

Le bâtiment a été conçu dans l'optique de prolonger la promenade de la plage (travaillée par Roberto Burle Marx) dans un axe vertical. C'est un « boulevard vertical ». De plus, on retrouve l'idée du pliage et de la rampe présente dans leur projet pour le Eyebeam Institute of Technology de New York.
- Le Palais des congrès international de Bogota en Colombie, 2011. En collaboration avec l'UdeB Architecture.
- Open House, installé à Levittown dans l'État de New York en 2011 en collaboration avec Droog.

Ils élaborent un système de services et d'installations faites par les habitants du quartier pour le public, dans un regroupement de 9 maisons. Ce système permet de renforcer la cohésion sociale à travers l'échange de services.
- The Hirshhorn Museum, Washington DC, mai 2011.

Ce projet est une extension du musée qui date de 1974 et de son jardin de sculptures sous la forme d'un pavillon temporaire gonflable. Le pavillon est fait d'un tissu translucide bleu pâle, qui accueille un auditorium, un café et une place de rassemblement, qui sera gonflé deux fois dans l'année en mai et en octobre.
- Environmental Science Museum, en réponse à un concours pour un musée à Guadalajara, au Mexique en 2010.
- Projet d'entrée de compétition pour le Nouveau Centre de Danse et de Musique de la Haye en 2010.
- Public Sky, est un pavillon temporaire dessiné pour le Bicentenaire du Chili dans la ville de Santiago en 2010.
- Center for civil and human right (Musée des droits civil et humain), à Atlanta, GA, 2009. Concours.
- Governors Island Park, New York, NY. Plan d'une île en plein cœur de New York.
- Réhabilitation de la High Line, ligne de métro aérien traversant le quartier new-yorkais de Chelsea, 2009.

Ce projet consiste à opérer un plan de conservation de la voie ferrée aérienne de New York. Pour cela, ils étaient en collaboration avec JCFO (James Corner Field Operations). Le nom donné à leur projet est "What will grow here?" (Que va-t-il pousser ici?). La High Line s'étend sur 2,5 km de long et se situe sur la ligne de métro désaffectée. Au cours de ce parcours, on assiste à des échanges entre espaces plantés et espaces durs (en pavage), passant d'un espace à l'autre. De même que l'on trouve dans les espaces en dur des interstices dans le sol permettant de laisser émerger la végétation.
L'équipe menée par JCFO est un ensemble collaboratif composé de Diller Scofidio + Renfro, Olafur Eliasson, Piet Oudolf et Buro Happold. Cette équipe est soutenue par L'Observatoire, Robert Sillman Associates, ETM des Associates, Philip Habib Associates, le groupe Williams, GRB, Control Point, Code Consultants, VJ Associates, DVS Associates, la galerie Tanya Bonakdar, le Creative Time et Pentagram. Comme un groupe, cette équipe a relevé l'expertise technique avec des penseurs de conception innovateurs qui se déplacent facilement dans les frontières disciplinaires.
Inspiré par la beauté mélancolique, indisciplinée de la High Line, où la nature a ré-envahit le morceau essentiel d'infrastructure urbaine, l'équipe réaménage cet objet industriel pour en faire un instrument post-industriel de loisir, de vie et de croissance. En changeant les règles d'engagement entre la flore et les piétons, leur stratégie d'agri-tecture se combine biologiquement par des matériaux de construction. Ils recherchent à mélanger les dimensions, qui seraient changeantes pour s'accommoder à l'aspect  sauvage et à le réinstaurer. Cela serait en total contraste avec le concept de vitesse associé à Hudson Park River,  car ils cherchent à développer une expérience linéaire, en parallèle qui est marquée par la lenteur, la distraction et le fait de donner une impression, se situer hors de la réalité de l'environnement pour préserver le caractère étrange de la High Line.
En y insérant, immisçant, de la flexibilité et de la réactivité au contexte dynamique, leur proposition est conçue pour rester perpétuellement inachevée, soutenant la croissance émergente et le changement au fil du temps.
- The Julliard school, est une école d'art (danse, musique, théâtre) de New York, qu'ils ont rénové et agrandi en 2009 avec l'agence d'architecture FxFowle.

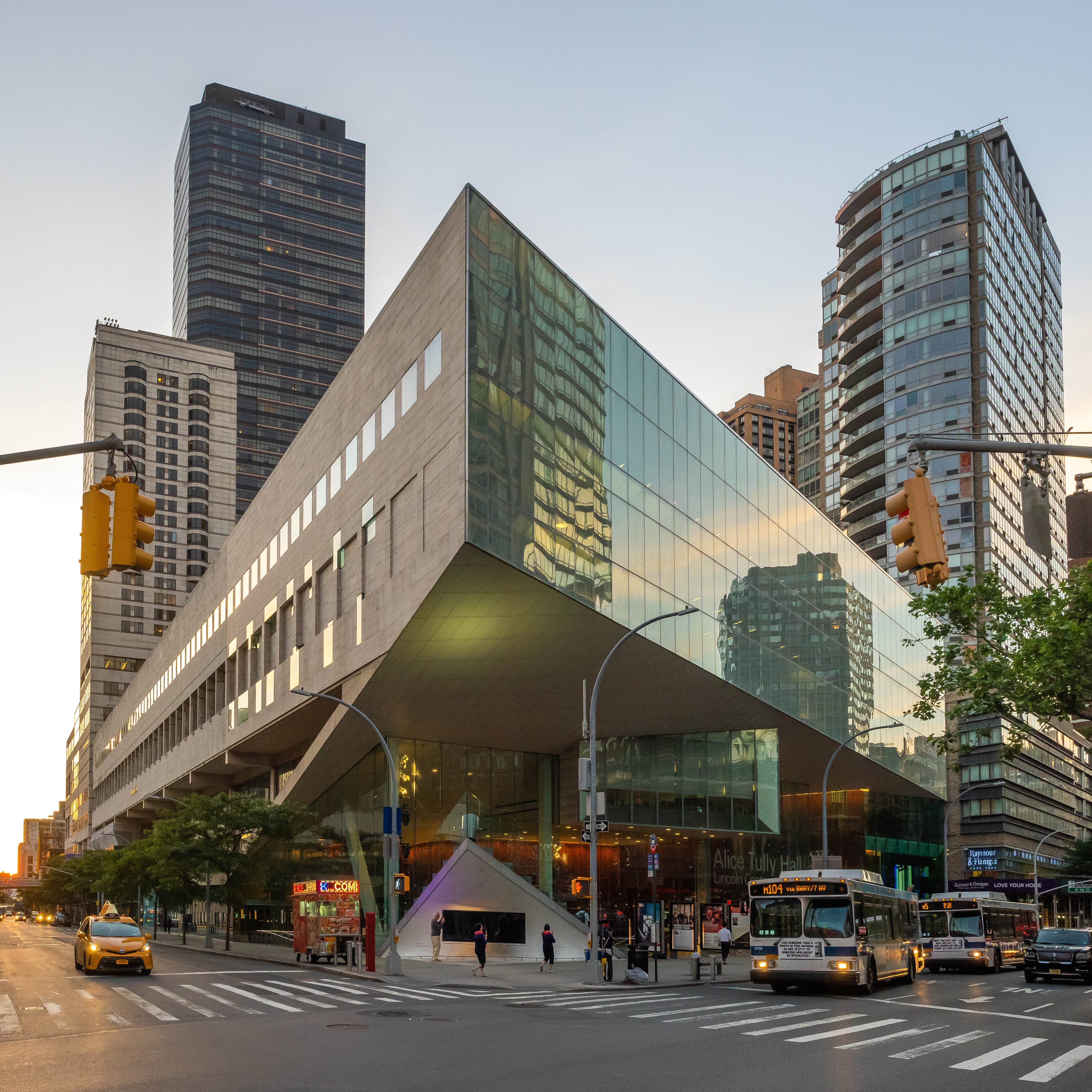
La salle Alice Tully

Ce projet, qui intègre la salle Alice Tully, entre dans un plan plus général, celui de la rénovation du Lincoln Center, dans lequel est située l'école Julliard. Le bâtiment qu'ils ont eu à rénover était une œuvre brutaliste réalisée par Pietro Belluschi avec Eduardo Catalano et Helge Westerann dans les années 1960 et ouvert en 1969.
Son extension a une envergure qui atteint presque les 14000m², répartis entre 3 étages. Malgré cela les espaces de cours, les studios et les bureaux administratifs n'occupent que 3500m², cela dans l'optique de transparence et de luminosité. Ainsi, dans la journée, il n'y a pas besoin d'allumer la lumière et la nuit tombée le bâtiment s'illumine, devient une lanterne. La lumière et l'éclairage est un des éléments fondateur de ce projet. Diller Scofidio+Renfro ont d'ailleurs fait appel à Jason Neches, un designer/technicien de l'éclairage, pour ce travail.
La façade Est du bâtiment, entièrement vitrée sur les 2 étages supérieurs et ouverte sur les 2 inférieurs, organise les espaces de circulation du bâtiment, l'espace public, et révèle les activités scolaires à la rue (comme pour la salle de danse qui se retrouve suspendue). Une autre des particularités de cette école est ses escaliers en acier construits d'un seul tenant.
Plutôt que de remplacer l'image de cette icône culturelle du brutalisme avec quelque chose en opposé, ils ont proposé d'amplifier ses caractéristiques les plus réussies et d'accomplir son potentiel non réalisé. Le défi est d'en interpréter le code génétique, le brutalisme, dans un langage compréhensible pour les plus jeunes. Ils voulaient retourner le campus à l'envers en prolongeant l'intensité dans les halls de performance, et dans les espaces publics. La zone de portée du projet a exigé un effort qui dissout les frontières entre la planification urbaine, l'architecture de la rue et l'architecture de paysage.
- Mixed-Use Tower, à Middle East, 2009.
- Mott Street Townhouse, Bâtiment résidentiel et commercial de New York, 2009.
- Munch+Stenersen Museum, concours pour un musée à Oslo, Norvège, 2009.
- Le Lincoln Center de la 65e rue Ouest à New York a été livré en 2009.

Diller Scofidio+Renfro ont dirigé pour ce projet une équipe de designer architectes composée de Fox and Fowle Architects, l'observatoire international, Inc., Cooper Robertson & Partners et 2x4. Le travail a constitué à mettre en lumière la dynamique des arts de rue, en intégrant la 65e rue Ouest de NY par un jeu de transparence et par une toiture végétalisée accessible directement depuis la rue.
- Boulders Resort, Scottsdale, Arizona, 2008.
- Extension du musée Staedel, de Francfort, Allemagne, 2008.
- Stapleton Homeport, Staten Island, New York, 2008.
- Hudson Rail Yard, compétition pour une tour multi-usage à New York, 2007.
- Phantom House, pour le magazine New York Time, 2007.
- Russian Jewish Museum (musée juif Russe), compétition pour un musée à Moscou, 2007.
- School of American Ballet, au centre Lincoln, New York, 2007.
- Clyfford Still Museum, Denver, Colorado, 2006.
- ICA (Institute of Contemporary Art) à Boston dans le Massachusetts, a été inauguré en décembre 2006.

Ce projet avait pour but de tripler l'espace d'exposition du musée ICA existant en front de mer, et de l'associer à un centre de performances public et d'activités éducatives. L'enveloppe du bâtiment composée de métal opaque, de vitres transparentes et d'autres translucides permet de flouter les fenêtres, murs et portes qui composent le programme intérieur.
- Quadrant House, maison pour deux personnes, dans la montagne Camelback, Phoenix, Arizona, 2005.
- Tivoli Gardens, plan de rénovation et d'agrandissement, Copenhague, Danemark, 2005.
- Learning Center, centre culturel en Lausanne, Suisse, 2004.
- Biblioteca de Mexico Jose Vasconselos, dans la ville de Mexico, 2003.
- Blur Building, 2002, Yverdon-les-Bains, Suisse, à l'occasion de l'Expo02.

Cette construction sur le lac d'Yverdon est probablement la plus célèbre de l'agence. Basée sur une structure/lentille très simple en tenségrité formant en plan une ellipse de 100 m par 60 m, la structure s'élève à 22,5 m au-dessus de l'eau. Néanmoins cette structure métallique n'est quasiment jamais entièrement visible, car le bâtiment a la particularité d'être enveloppé de brouillard en permanence : l'eau du lac est pompée grâce à un réseau de conduites, puis filtrée et vaporisée par 31 500 gicleurs d'arrosage à haute pression. Il en résulte une brume épaisse, mouvante et intrigante qui crée véritablement un effet sur le visiteur. Afin d'anticiper les mouvements du brouillard, un système informatique intègre des données météorologies (température, humidité, vitesse et direction du vent), et ajuste la pression et la répartition des jets d'eau sur l'ensemble du bâtiment.
L'accès des visiteurs au bâtiment qui peut accueillir environ 400 personnes se fait par deux longues passerelles. À l'intérieur, le visiteur se trouve déstabilisé par la densité du brouillard et le bruit écrasant produit par les buses haute-pression. Privé de la vue et de l'ouïe, il doit tâtonner et expérimente par là même une nouvelle perception de l'espace. Un petit système informatique embarqué sur chaque visiteur lui permet de se repérer par rapport à ses pairs, et d'obtenir également d'autres informations à leur sujet (âge, sexe, etc.). En plus d'un simple effet architectural, Diller Scofidio + Renfro introduisent ici une dimension sociale questionnant nos rapports à la technologie, et la confiance qu'on lui accorde dans un monde saturé d'information.
Inspirés par la Fog Sculpture réalisée pour l'exposition universelle d'Osaka en 1970 de Fujiko Nakaya, Diller Scofidio + Renfro ont sollicité ses conseils pour la réalisation de leur Blur Building.
- Théâtre de la troupe Wooster, Brooklyn, New York, 2002. Diller Scofidio + Renfro.
- Two-Way Hotel, Hotel à Hong Kong, 2001.
- Slither Building, des logements sociaux à Kitagata, Gifu, Japon, 2000.
- The Brasserie, dans le Seagram Bulding de Mies Van Der Rohe à New York City, 2000.

Après l'incendie du restaurant la brasserie dessiné par Philip Johnson en 1995, le propriétaire a fait appel à Diller Scofidio+Renfro. Ils ont voulu mettre l'accent sur l'aspect social du fait d'aller dîner, ainsi l'entrée depuis la rue est une mise en scène de l'expression, du rituel « faire une entrée ». Cela est rendu possible par une quinzaine d'écrans LCD mis les uns à côté des autres permettant d'annoncer l'arrivée de nouveaux clients.
- The Slow House, maison de vacances à North Haven, Long Island, New York,1991.
- Plywood (Kinney) House, à Briar Cliff Manor dans l'État de New York réalisé en 1981.

### Projets en cours
- The Broad à Los Angeles, en Californie est du pour l'année 2013. La galerie d'exposition sera un espace de 3 700 m2 libre (sans poteaux ou murs) avec une lumière diffuse.
- Eyebeam Institute of Technology, sur 21st street, New York, (projet présenté à la Biennale de Venise 2002-2004. Le principe spatial du bâtiment consiste en un ruban plié qui accueillerait d'un côté la "production" (les ateliers) et de l'autre la "présentation" (le musée et le théâtre). Le ruban s'élève depuis la rue, transformant successivement les sol en murs et inversement
- Culture Shed, à New York depuis 2010, en collaboration avec le Groupe Rockwell.

### Interventions artistiques
- Be Yourself, au festival Adelaïde en Australie, 2010. C'est un spectacle de danse fait en collaboration avec Garry Stewart et la troupe du théâtre australien de danse.
- How Wine Became Modern: Design + Wine 1976 To Now, dans le cadre d'une exposition organisé par Henry Urbach de SFMOMA à San Francisco, Californie, 2010.
- EXIT Animated map: Natural Disasters, en collaboration avec Mark Hansen, Laura Kurgan et Ben Rubin du 21 novembre 2008 au 15 mars 2009 à Paris. Cette intervention prenait place à la Fondation Cartier pendant l'exposition Terre Natale, Ailleurs comme ici (Native Land, Stop Eject) avec le soutien de la fondation Cartier pour l'Art Contemporain.
- Who's Your Dada? performance scénique au Musée d'Art Moderne MoMA de New York en collaboration avec la Troupe Wooster, 2006.
- Facsimile, installation média permanente au nouveau centre de convention Moscone West, pour la commission des arts de San Francisco, États-Unis, en collaboration avec Ben Rubin en 2004. Cette installation est constituée d'un écran vidéo de 5x8m qui se promène sur la façade du bâtiment en donnant l'impression de scanner, montrer ce qui se passe à l'intérieur, alors que la plupart des vues sont préenregistrée faisant office d'imposteurs pour les occupants et l'espace en lui-même.
- Travelogues, œuvre d’art permanente exposée dans le terminal des arrivées internationales T4 à l'aéroport Kennedy depuis 2001.
- EJM1 : Man Walking at Ordinary Speed et EJM2 : Inertia, deux créations en collaboration avec le ballet de l’opéra national de Lyon et la compagnie belge Charleroi-Danses (avec le chorégraphe Frédéric Flamand), 1998.
- Refresh, projet internet pour la fondation Dia Art, 1998.
- The American Lawn : Surface of Everyday Life, projet de conservation exposé au Centre canadien de l’architecture à Montréal, 1998.
- Jet Lag, œuvre multimédia pour la scène, en collaboration avec The Builders Association, 1998.
- Moving Target, œuvre multimédia en collaboration avec Charleroi/Danses, en Belgique, 1996.
- Pageant, Johannesburg, Afrique du Sud, 1996.
- Indigestion, au centre des Nouveaux Médias Banff, Canada, 1995.
- Feed, performance multimédia à New York, 1995.
- Overexposed, une performance multimédia à Los Angeles, Californie, 1995.
- Soft Sell, à l'entrée du théâtre Rialto dans la 42e rue de Times Square à New York, 1993.
- Loophole, Chicago1992
- The Rotary Notary and His Hot Plate (A Delay in Glass), présenté au musée d'art de Philadelphie en 1987 pour le 100e anniversaire de Marcel Duchamp.
- The Memory Theater of Giulio Camillo, dont la première performances se déroule en 1986 à New York.
- The American Mysterie, 1984 à New York. Cette performance associe deux genres théâtraux : le thriller américain et les épopées mystérieuses grecques. Elle est composée de 9 actes dans 9 sites, lieux différents avec 9 personnages. Elle a été faite en collaboration avec Matthew Maguire, Vito Ricci, Brian Eno, Clodagh Simonds, Glenn Branca et la compagnie de création et de production, La Mama ETC.
- Traffic en 1981 est leur première installation artistique.

### Expositions
- Scanning : The Aberrant Architectures of Diller + Scofidio, Whitney Museum, New York, États-Unis, 2003
- Architecture Invisible, Centre culturel suisse, Paris, 2005, (organisée par l'architecte Philippe Rahm)
- Rapid Growth, installation temporaire au Musée d'art de Philadelphie, 2000.
- Maîtres/Esclaves, Fondation Cartier pour l'art contemporain, Paris, 1999, (scénographie de l'exposition consacrée à la collection de Rolf Felbaum
- Jump Cuts, au Théâtre United Artists Cineplex de San José en Californie, 1995, (en collaboration avec Ben Rubin)
- Bad Press: Dissident Houseworks Series, 1993.
- Tourisms: suitCase Studies, au centre d'art Walker dans le Minneapolis en 1991.
- Para-Site, au musée d'art Moderne MoMA de New York en 1989.
- The withDrawing Room,  installation à Capp St Project, San Francisco, 1987.

### Objets d'Art
- Light Sock, est un chandelier commandé par Swarovski en 2009.
- Meat Dress, New York, NY, 2006.
- Crutch Lamp.
- No Means Yes
- Vice/Vertue glasses, à Leerdam, aux Pays-Bas, 1997.
- Soap Bar.
- His/Her.
- Pleasure/Pain, installation de 1991.
- Vanity Chair, 1988.
- Nicotine/Caffeine Table with Orbiting Ashtray.

## Prix
- MacArthur Prize, MacArthur Foundation (MacArthur Fellows Program), États-Unis, 1999;
- Brunner Prize, The American Academy of Arts and Letters, États-Unis;
- Off-Broadway Theater Award pour Jet Lag, États-Unis;
- prix Progressive Architecture Design pour le Blur Building, États-Unis;
- prix MacDermott de la créativité décerné par le M.I.T., États-Unis;
- prix Chrysler de l’innovation en design, États-Unis.
- National Design Award par le Smithsonian